# Rio Jari
Pour les articles homonymes, voir Jari.
Le rio Jari est une rivière brésilienne de 694 km de longueur qui baigne les États de l'Amapá et du Pará. C'est un affluent gauche de l'Amazone.

## Géographie
Il prend sa source à l'ouest de la Serra do Jari, à la frontière avec le Suriname et se jette dans le canal nord de l'Amazone au lieu-dit Boca do Jari, dans la municipalité de Vitória do Jari près du noyau urbain de la municipalité d'Amapá.
Il coule du nord-nord-ouest vers le sud-sud-est, dans une progression tortueuse. Il baigne les communes de Laranjal do Jari et Vitória do Jari, dans l'Amapá, et Almeirim, dans l'État du Pará.
Son cours est entrecoupé de plusieurs cascades : Cachoeira Macaé, Cachoeira do Desespero, Cachoeira Macaquara ou Mucuru, Cachoeira Apurá, Cachoeira Meripatari, Cachoeira Andiroba, Cachoeira Urucupatá, Cachoeira Aurucuopatari, Cachoeira Gaivota, Cachoeira Urubu, Cachoeira Guaribas, Cachoeira Ipitinga, Cachoeira Maçaranduba, Cachoeira Aurora, Cachoeira Inajá, Cachoeira Veriverina, Cachoeira Itacé, Cachoeira Cumaru, Cachoeira Açaipé